# Адолфу Коелью
Франсі́шку Адо́лфу Кое́лью (порт. Francisco Adolfo Coelho; *15 січня 1847, Коїмбра, Португалія — †9 лютого 1919, Каркавелуш) — португальський педагог і просвітник, філолог, письменник і фольклорист; самоук, який став одним з найбільших інтелектуалів португальської науки й культури наприкінці ХІХ століття. 

## З життя і творчості
Дитинство Адолфу Коелью було сповнене труднощів. Йому було лише 19 місяців, коли помер його батько. Він відвідував середню школу в рідній Коїмбрі.  
У 15-вічному віці почав вивчати математику в університеті. Незадоволений університетським середовищем за два роки покинув навчання. Склав для себе особисту програму навчання, орієнтовану на німецьких авторів, для цього вивчаючи німецьку мову. 
За своє життя Адолфу Коелью зреалізував видатні праці з педагогіки, лінгвістики, етнографії та антропології. Був професором Вищого курсу філології, де викладав порівняльну романську філологію та португальську філологію та сприяв розвиткові цієї науки на філологічному факультеті Лісабонського університету. Він працював директором початкової школи Родрігіша Сампаю, створеної за його ініціативою; також викладав у лісабонській Escola Normal Superior. Брав участь у декількох комісіях з середньої школи та вищої освіти, як член чи голова, готуючи важливі доповіді. Він виступав на широковідомих просвітницьких заходах, організованих Антеро де Кенталем та Жайме Баталья Рейсом; на конференції «Питання про освіту» (A Questão do Ensino, 1871). У своїй однойменній книзі, опублікованій наступного року, Адольфу Коелью розповідає про необхідність та цілі освіти; досліджує її форми та види; навчання в Португалії, на думку автора, в занепаді через сплав Церкви і держави; просвітник відстоює розмежування обох і просування ідеї свободи вираження думок. 
Педагогічні концепції А. Коелью ґрунтувалися на переконанні, що завдяки освіті можна відбудувати країну. Він запекло протистояв підпорядкуванню освіти релігії. Також він організував Педагогічний музей у Старій школі початкового навчання у Лісабоні. 
А. Коелью свої ідеї просував, співпрацюючи з періодичними виданнями: Renascença (1878-1879? ), O Pantheon (1880-1881), Froebel (1882-1884), Branco e Negro (1896-1898), Serões  (1901-1911) та Jornal dos Cegos  (1895-1920).

## Вибрана бібліографія
Франсішку Адолфу Коелью — зачинатель португальської педагогіки й освіти новітнього типу, також відомими є його праці з філології, порівняльного романського мовознавства; він же автор першого й найавторитетнішого донині зібрання португальських народних казок (1879).
Праці з освіти й педагогіки
- A Questão do Ensino, Porto, 1872
- A Reforma do Curso Superior de Letras, 1880
- O trabalho manual da escola Primária, Lisboa, 1882
- Secção de ciências étnicas. Esboço de um Programa para o estudo antropológico, patológico e democrático do povo português. Lisboa. 1890
- Os Elementos tradicionais da educação, Porto, 1883
- Para a história da instrução popular, 1895
- O ensino histórico, filológico e filosófico em Portugal até 1858, Coimbra, 1900
- O Curso Superior de Letras e os Cursos de Habilitação para o Magistério Secundário, Lisboa, 1908
- Alexandre Herculano e o Ensino Público, Lisboa, 1910
- Cultura e Analfabetismo, 1916
- Para a História de Instrução Popular, Lisboa, 1973 (упор. Rogério Fernandes, вид. Fundação Calouste Gulbenkian)

Інші роботи
- Os dialectos romanicos ou neo-latinos na África, Ásia e América (eBook)

- Portugal e Ilhas Adjacentes (eBook)

- Contos Populares Portugueses, 1879